# A53 (Italië)
De A53 of Raccordo autostradale Bereguardo-Pavia is een korte Italiaanse autosnelweg in de regio Lombardije. De weg vormt een verbinding tussen de doorgaande A7 en de stad Pavia. De snelweg is slechts 9 km lang en om de snelweg te berijden hoeft in beginsel geen tol te worden betaald, omdat het tolstation reeds bij de A7 is gevestigd. Hierdoor kan er veel lokaal verkeer van de weg gebruikmaken. De weg staat bij ANAS te boek als A53 maar wordt bewegwijzerd als Raccordo Autostradale RA7.